# Syngrapha snowii
Syngrapha snowii är en fjärilsart som beskrevs av Edwards 1884. Syngrapha snowii ingår i släktet Syngrapha och familjen nattflyn. Inga underarter finns listade i Catalogue of Life.

## Bildgalleri

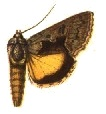